# Hans Thamm
Hans Thamm (* 1921 in Kamenz/Sachsen; † 13. März 2007 in Barthelmesaurach bei Schwabach) war ein deutscher Chorleiter.

## Werdegang
Thamm erhielt seine erste musikalische Ausbildung im Dresdner Kreuzchor, in dem er als Sopransolist hervortrat und später als Chorpräfekt tätig war. Der damalige Kreuzkantor Rudolf Mauersberger sowie der Kreuzkirchen-Organist Herbert Collum und Landeskirchenmusikdirektor Alfred Stier zählten zu seinen Lehrern.
Im Zweiten Weltkrieg wurde Thamm dreimal schwer verwundet. An den Folgen der Verletzungen litt er lebenslang.
Nach dem Zweiten Weltkrieg übernahm Thamm zunächst eine Stelle als Klavier- und Orgellehrer am Institut für Kirchenmusik der Universität Erlangen, bevor er im März 1946 als Musikpräfekt an das damalige Pfarrwaisenhaus und als Musiklehrer an das damalige Humanistische Gymnasium in Windsbach  berufen wurde. Noch im selben Jahr gründete der Kruzianer an seiner neuen Wirkungsstätte den Chor, der heute als Windsbacher Knabenchor weltweit Beachtung findet. Thamms künstlerische Persönlichkeit, seine mit fachlichem Können gepaarte Musikalität im Dienste der evangelischen Verkündigung, etablierten den jungen Klangkörper bereits in den frühen 50er Jahren in der Reihe der großen deutschsprachigen Knabenchöre. Mit regelmäßigen Auftritten zur Lorenzer Motette in der Hauptkirche Nürnbergs und der Ansbacher Bachwoche sowie mit zahlreichen Konzertreisen im In- und Ausland (Niederlande, Schweiz) festigte er den herausragenden Ruf der Windsbacher. Seine Interpretationen geistlicher Musik sind auf über 30 Schallplatteneinspielungen und unzähligen Rundfunk- und Fernsehproduktionen dokumentiert.
2022 erschien eine umfassende Biographie über Hans Thamm.

## Kritik
Gegen Hans Thamm wurde in einem Bericht des Nachrichtenmagazins der Spiegel 2010 der Vorwurf der Kindesmisshandlung erhoben.
Grundsätzlich positiv über Thamms Führungsstil berichten Werner Ertel u. a.

## Ehrungen
Hans Thamm erhielt als Würdigung seiner 32-jährigen Kantorenzeit viele Preise und Ehrungen, so den Bayerischen Verdienstorden und den Kulturpreis Bayern. 1996 verlieh ihm die Stadt Windsbach die Ehrenbürgerwürde. 